# 波羅的海航海節
波羅的海航海節，起源於1991年波羅的海地區的主要大城市所共同簽署的國際協議。其發起城市為德國羅斯托克，目的在推廣波羅的海地區的海洋文化遺產，同時支持波羅的海地港口間的傳統航運。目前參與協議的有克萊佩達、格但斯克、羅斯托克、卡爾斯克魯納、紐斯德、里加及什切青。

## 各地的航海節

### 格但斯克波羅的航海節
格但斯克波羅的航海節的主要特色是帆船遊行，每年皆有來自世界各地的水手和遊客參與。航海節期間，可以搭乘傳統帆船在格但斯克灣航行，也可觀賞運動賽事、帆船遊行及港口戰鬥。

## 外部連結
格但斯克波羅的航海船節 （页面存档备份，存于）